# Parafia św. Kazimierza w Gułtowach
Parafia św. Kazimierza w Gułtowach – rzymskokatolicka parafia znajdująca się we wsi Gułtowy, w gminie Kostrzyn, w powiecie poznańskim. Należy do dekanatu kostrzyńskiego, w archidiecezji poznańskiej.

## Historia
Parafia powstała prawdopodobnie w drugiej połowie XIV wieku. W 1408 roku wzmiankowany był proboszcz Klemens, a do parafii wówczas należały: Gułtowy, Sokolniki i Ostrów. Był to drewniany kościół pw. św. Wita i Doroty. W 1638 roku istniała już szkoła parafialna. W 1725 roku stan techniczny kościoła był w złym stanie i w 1738 roku dziedzic Marcin Skaławski rozpoczął budowę nowego drewnianego kościoła, którego patronem został św. Kazimierz. W 1784 roku Bnińscy dobudowali murowaną kaplicę grobową. W 1830 roku założono cmentarz parafialny na obrzeżach wsi. W 1834 roku Ostrowscy zbudowali nową wieżę. W 1912 roku zbudowano murowaną plebanię. 7 października 1941 roku ks. Tadeusz Cegiel został aresztowany przez Niemców. 25 maja 1977 i 29 czerwca 2019 roku w parafii było nawiedzenie przez kopię Obrazu Matki Boskiej Częstochowskiej.
Proboszczowie
1408 ks. Klemens.
1451 ks. Tomislaw R.
1504–1507 ks. Jakub z Obornik Wedelicjusz.
1737–1794 ks. Antoni Patrzykowski.
1794–1821 ks. Jakub Portasiewicz.
1823–1826 ks. Ludwik Warszewski.
1827–1833 ks. Jakub Gagacki (dziekan kostrzyński 1828-1833).
1835–1858 ks. Ambroży Wilkoński.
1858–1911 ks. Aleksander Dydyński (h. Gozdawa).
1911–1916 ks. Czesław Sobiech (administrator).
1916–1941 ks. Tadeusz Cegiel (dziekan kostrzyński 1933-1941).
1945–1946 ks. Antoni Kaczmarek (administrator).
1946–1955 ks. Franciszek Adamczewski.
1955–195. ks. Tadeusz Pilarczyk (administrator).
1958–1964 ks. Marian Korcz.
1964–1975 ks. Zygmunt Koper.
1975–1986 ks. Roman Biały.
1986–1989 ks. Andrzej Szczepaniak.
1989-1999 ks. Marian Dominiczak.
1999–2018 ks. Edmund Jaworski.
2018–2022 ks. Marcin Jałoszyński.
2022–obecnie ks. Jerzy Szymczak